# Țiplești, Sîngerei
Țiplești este un sat din cadrul comunei Alexăndreni din raionul Sîngerei, Republica Moldova cu o populație de 801 locuitori.

## Istoria localității
Satul Țiplești a fost menționat documentar în anul 1595.
În sat funcționează biserica Nașterea Maicii Domnului, construită în 1907.

## Geografie
Satul are o suprafață de circa 0,79 kilometri pătrați, cu un perimetru de 4,43 km. Distanța directă până la or. Sângerei este de 18 km. Distanța directă până la or. Chișinău este de 112 km. Satul  este situat la granița dintre raionul Sîngerei și raionul Florești, pe malul râului Răut. Se învecinează cu satele Țipletești, Putinești, Prajila și Gura Căinarului.

## Resurse naturale
Suprafața terenului agricol în sectorul public este de 492 ha, dintre care pământ arabil – 245 ha, vii – 14 ha, livezi – 165 ha. Sectorul privat – 94 ha.

## Sfera socială
Satul Țiplești dispune de un magazin, instituție preșcolară, școală de cultură generală, centru medical, biserică și bibliotecă.

## Demografie

### Structura etnică
Conform datelor recensământului populației din 2004, populația satului constituia 801 oameni, dintre care 47,07% - bărbați și 52,93% - femei.:
| Grup etnic                           | Populație | % Procentaj |
| ------------------------------------ | --------- | ----------- |
| Băștinași declarați Moldoveni/Români | 797       | 99.5%       |
| Ruși                                 | 2         | 0.25%       |
| Ucraineni                            | 1         | 0.12%       |
| Alții                                | 1         | 0.12%       |
| Total                                | 801       | 100%        |